# Adoretus deccanus
Adoretus deccanus är en skalbaggsart som beskrevs av Ohaus 1914. Adoretus deccanus ingår i släktet Adoretus och familjen Rutelidae. Inga underarter finns listade i Catalogue of Life.